# فرودگاه مائه هنگ سون
فرودگاه مائه هنگ سون (به انگلیسی: Mae Hong Son Airport) یک فرودگاه همگانی با کد یاتا HGN است که یک باند فرود آسفالت دارد و طول باند آن ۲۰۰۰ متر است. این فرودگاه در کشور تایلند قرار دارد .

## شرکت‌های هواپیمایی و مقصدهای پروازی
| شرکت‌های هواپیمایی | مقصدهای پروازی |
| ----------------- | -------------- |
| کان ایر           | چیانگ مای      |
| بانکوک ایرویز     | چیانگ مای      |